# São Martinho de Bougado
São Martinho de Bougado ist ein Ort und eine ehemalige Gemeinde (Freguesia) im Norden Portugals.
São Martinho de Bougado gehört zum Kreis und zur Stadt Trofa im Distrikt Porto. Die Gemeinde hatte eine Fläche von 14,4 km² und 15.153 Einwohner (Stand 30. Juni 2011).
Am 29. September 2013 wurden die Gemeinden Bougado (São Martinho) und Bougado (Santiago) zur neuen Gemeinde União das Freguesias de Bougado (São Martinho e Santiago) zusammengeschlossen. Bougado (São Martinho) ist Sitz dieser neu gebildeten Gemeinde.